# Душче
Душче (серб. Душче / Dušče) — село в общине Вишеград Республики Сербской Боснии и Герцеговины. Население составляет 356 человек по переписи 2013 года.